# 케말 튀르클레르
케말 튀르크레르(튀르키예어: Kemal Türkler, 1926년 ~ 1980년 7월 22일)는 튀르키예 혁명적 노동조합 총연맹(DİSK)의 초대 지도자이자, 튀르키예 노동자당의 창당 발기인이다. 1980년 7월 22일, 튀르키예 이스탄불에서 극우 정당인 국민행동당의 행동파에게 암살되었다.
| 전임 대표 아브니 에라칼른 | 튀르키예 노동당 대표 1962년 ~ 1962년 | 후임 대표 메흐메트 알리 아이바르스 |